# سلامة إسماعيل
دينا حسني (مواليد 30 سبتمبر 1986) هي سباحة مصرية، مثّلت مصر في أولمبياد أثينا 2004.

## المشاركة الأولمبية

### أثينا 2004
| الرياضيّة      | الحدث       | التمهيدي | التمهيدي | نصف النهائي | نصف النهائي | النهائي  | النهائي  |
| الرياضيّة      | الحدث       | الوقت    | الترتيب  | الوقت       | الترتيب     | الوقت    | الترتيب  |
| ------------- | ----------- | -------- | -------- | ----------- | ----------- | -------- | -------- |
| سلامة إسماعيل | 100 متر ظهر | 1:12.20  | 28       | لم تتأهل    | لم تتأهل    | لم تتأهل | لم تتأهل |

## روابط خارجية
- سلامة إسماعيل على موقع الاتحاد الدولي للسباحة (الإنجليزية)
- سلامة إسماعيل على موقع SwimRankings.net (الإنجليزية)
- سلامة إسماعيل على موقع SwimRankings.net (الإنجليزية)
- سلامة إسماعيل على موقع اللجنة الأولمبية الدولية (الإنجليزية)
- سلامة إسماعيل على موقع أوليمبيديا (الإنجليزية)